# Argo (città antica)
Argo è un'antica città dell'Argolide, in Grecia, importante polis al centro di molteplici eventi storici e mitologici.

## Nome
La regione di Argo è conosciuta come Argolide (Argolis o Argeia). Gli abitanti di Argo sono detti Ἀργεῖοι Arghèioi in greco e Argīvī in latino (argivi).
Il nome della città può avere origine pregreca ("pelasgica") mentre lo è sicuramente il nome della sua acropoli, Larissa. La città deriva il suo nome dal mitico fondatore Argo, figlio di Zeus e Niobe, figlia di Foroneo, che successe allo zio Api come re di Foronea, che ribattezzò dandole il suo nome.
Se il nome è di origine indoeuropea probabilmente è collegato alla radice arg- che significa "brillante" o "splendente" o simili (per esempio argyros, argento).

## Mitologia

### Fondazione
Il primo re dell'Argolide fu Inaco, figlio di Oceano e Teti, il quale divenne padre di Foroneo, suo successore, Egialeo, re di Sicione e Io, di cui Zeus si innamorò perdutamente ma che fu trasformata in vacca da Era. Foroneo divenne il padre di Argo, il cui mito gli attribuisce la fondazione della città, sposò Evadne, figlia di Strimone e Neera, ed ebbe come figli Ecbaso, Peiranto, Epidauro e Criaso. I discendenti regnarono per nove generazioni fino al re Gelanore. Io ebbe un figlio, Epafo, che sposò Menfi la figlia di Nilo e regnò sull'Egitto. Suo discendente fu Libia, antenata sia di Cadmo, fondatore di Tebe, Egitto e Danao. Danao fuggì con le sue figlie (le Danaidi), temendo i suoi nipoti (gli Egittidi) e conquistò Argo rifondandola.
A questi succedette l'Egittide Linceo (che sposò Ipermnestra, una Danaide) ed a questi il figlio Abante che fu marito di Ocalea e che fu il padre dei gemelli Acrisio e Preto e di Idomenea e Lirco, quest'ultimo un figlio bastardo.
I due gemelli essendo entrambi figli maggiori e pretendendo entrambi alla successione lottarono a lungo, fino a quando Preto non venne sopraffatto, e Acrisio poté salire al trono della città di Argo. Preto si rifugiò a Tirinto e divenne re di questa città.
Secondo il mito, dal matrimonio del re Acrisio con Euridice, figlia di Lacedemone e Sparta, nacque una figlia: Danae.

### Perseo

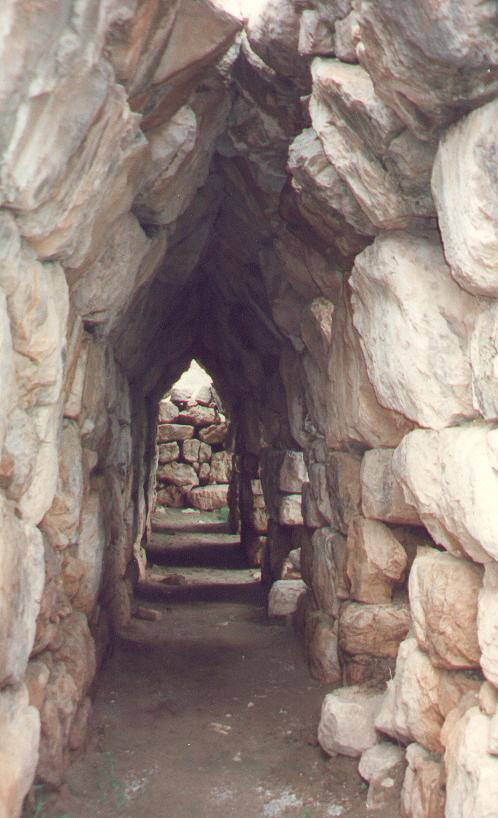
Passaggio nelle mura di Tirinto

Danae è la protagonista del celebre mito, che ha ispirato molti pittori fra cui Tiziano e Gustav Klimt. Il racconto è questo: un oracolo predisse al re Acrisio che sarebbe stato ucciso per mano del figlio di sua figlia. Dato che sua figlia Danae, bellissima ragazza, non aveva ancora figli, Acrisio pensò bene di rinchiuderla in un appartamento sotterraneo, o forse in una torre di bronzo; ma Zeus se ne innamorò e la raggiunse sotto forma di pioggia d'oro. Dalla loro unione nacque Perseo. Quando il re Acrisio seppe della nascita del nipote fece rinchiudere Danae e Perseo in una cassa che fu poi abbandonata in mare.
Nonostante i molti ostacoli e pericoli, con l'aiuto di Poseidone, Perseo e Danae riuscirono a tornare a casa, approdando sull'isola di Serifo. Acrisio, appena apprese la notizia del loro ritorno, abbandonò la città e si rifugiò nella rocca di Larissa. Nonostante tutte queste precauzioni, ciò che era stato predetto si avverò: Perseo fu chiamato a Larissa per partecipare a dei giochi funebri e lanciando il disco, colpì involontariamente Acrisio, che morì.

### Il regno argivo
Perseo divenne così re di Argo, ma, non sentendosi degno di succedere a un re che aveva involontariamente ucciso, propose al cugino Megapente, succeduto al padre Preto come re di Tirinto, di scambiarsi i regni. Poi fondò Micene, facendo costruire ai Ciclopi delle mura invincibili come quelle di Tirinto. Micene divenne la capitale del regno.
A Megapente succedette prima il figlio maggiore Ifianira e poi l'altro figlio Anassagora. Quando le donne argive impazzirono, per colpa di Dioniso, la loro furia venne scatenata durante il regno di Anassagora. Il re allora chiese aiuto all'indovino Melampo e a suo fratello Biante che riuscirono a riportarle alla ragione, grazie alle loro tecniche mediche. Essi però chiesero in cambio al re un terzo del regno. Quando il re si rifiutò di accontentarli, le donne tornarono a impazzire e Anassagora dovette richiamarli e pregarli di guarirle di nuovo, ma questa volta la richiesta fu di un terzo del regno a testa e il matrimonio con le figlie del re. Anassagora acconsentì, tenendo per sé solo il terzo del regno comprendente la città di Argo. Seguirono dunque alcune generazioni in cui i re furono tre: i discendenti di Anassagora e quelli di Melampo e di Biante.
- A Melampo succedette il figlio Antifate, poi il figlio di questi Oicle che accompagnò Eracle nella sua guerra contro Troia. A Oicle succedette il figlio Anfiarao che ereditò i poteri di Melampo divenendo indovino e che morì durante il primo assedio a Tebe (è probabile che uno dei due bronzi di Riace, quello detto il vecchio, provenga da Argo e rappresenti proprio Anfiarao). Il casato di Melampo terminò con i figli di Anfiarao, Alcmeone che morì dopo la guerra degli Epigoni e Anfiloco che dopo la guerra degli Epigoni partecipò alla guerra di Troia e fu uno dei guerrieri chiusi con Ulisse nel cavallo, aveva capacità di veggente e fu ucciso da Apollo. Il suo regno fu ereditato da Stenelo.
- A Biante succedette il figlio Talao, e a questi il figlio Adrasto che fu l'ideatore della prima e disastrosa mitica impresa contro Tebe (I Sette contro Tebe), coinvolgendovi anche Anfiarao. Adrasto lasciò il regno al figlio, Egialeo, che morì durante la guerra degli Epigoni. Adrasto, appresa questa notizia morì a sua volta di crepacuore. Essendo il figlio di Egialeo ancora piccolo, divenne re Diomede, nipote di Adrasto attraverso il genero Tideo e la figlia Deipile e fu re di Argo durante la guerra di Troia, partecipandoci con Anfiloco e Stenelo. Diomede fu un personaggio importante nel Ciclo Troiano, spesso insieme al suo collega Ulisse. Dopo la guerra Diomede passò la sua parte di regno a Cianippo  – in seguito partì per la penisola italiana dove fondò città come Ancona, Benevento, Arpi, Brindisi e le isole Tremiti.[3] Ultimo re di questa casata fu appunto Cianippo, figlio di Egialeo, salito al trono subito dopo la partenza di Diomede ma morto senza eredi e dato a Stenelo.

- Ad Anassagora succedette il figlio Alettore, poi Ifi. Ifi lasciò il regno al nipote Stenelo (figlio di suo fratello Capaneo) che fu uno degli Epigoni nel secondo mitico assedio di Tebe, ereditò poi la porzione di regno della linea di Melampo[2] e partecipò alla guerra di Troia assieme a Diomede. Ereditata anche la porzione di regno di Biante suo figlio Cilarabe fu il primo re unificato di Argo, ma anche l'unico.Bronzi di Riace
In primo piano Statua A (il giovane),
in fondo la Statua B (il vecchio)

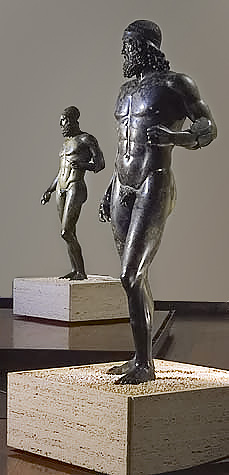
Bronzi di Riace
In primo piano Statua A (il giovane),
in fondo la Statua B (il vecchio)

Dopo di lui il trono venne occupato da Agamennone, re di Micene e, dopo il suo assassinio, dal figlio Oreste. Il trono passò poi a Tisameno, figlio di Oreste e ultimo Atreide fino alla conquista degli Eraclidi, che posero Temeno, discendente di Eracle, alla guida della città. Temeno ebbe un figlio, Carano, che fu il leggendario fondatore della dinastia Argeade e del regno di Macedonia.
Esiste un ciclo epico incentrato su Argo, ma le opere (di cui se ne conoscono due, Danaide e Foronide) sono del tutto perdute e gli autori sconosciuti.

## Storia

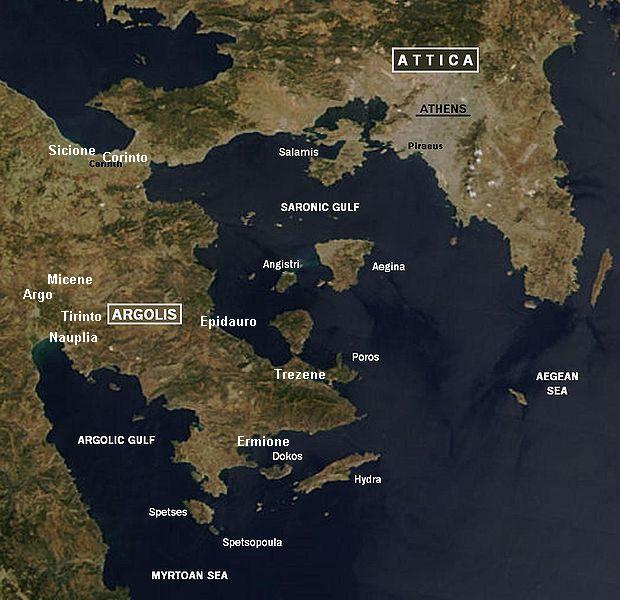
Argo e le poleis confinanti

### Periodo greco antico

#### Origini
La città sorge ai piedi di una catena montuosa che chiude a nord l'omonima pianura e che a sud termina nel golfo di Nauplia. Inserita lungo importanti vie di comunicazione che collegavano il Peloponneso all'Attica ed alla Beozia, la città poteva contare sulle produzioni agricole della pianura circostante e sui commerci marittimi che si svolgevano nel vicino porto di Nauplia.
Ad est ed a ovest della città sorgono due colline, Larissa e Aspis. La prima fu la sede dell'agglomerato e della rocca micenea, sulla seconda sorgeva un tempio dedicato ad Apollo Liceo (Lyceios) ed altri dedicati a Diomede ed Atena. Si attesta che le colline siano state abitate dai tempi del Neolitico.
Sulla collina dell'Aspis inoltre si trova anche un insediamento miceneo databile tra il 2000 e il 1600 a.C., tra i più antichi insieme a Micene e Tirinto. La collina ebbe una frequentazione successiva anche in epoca classica.

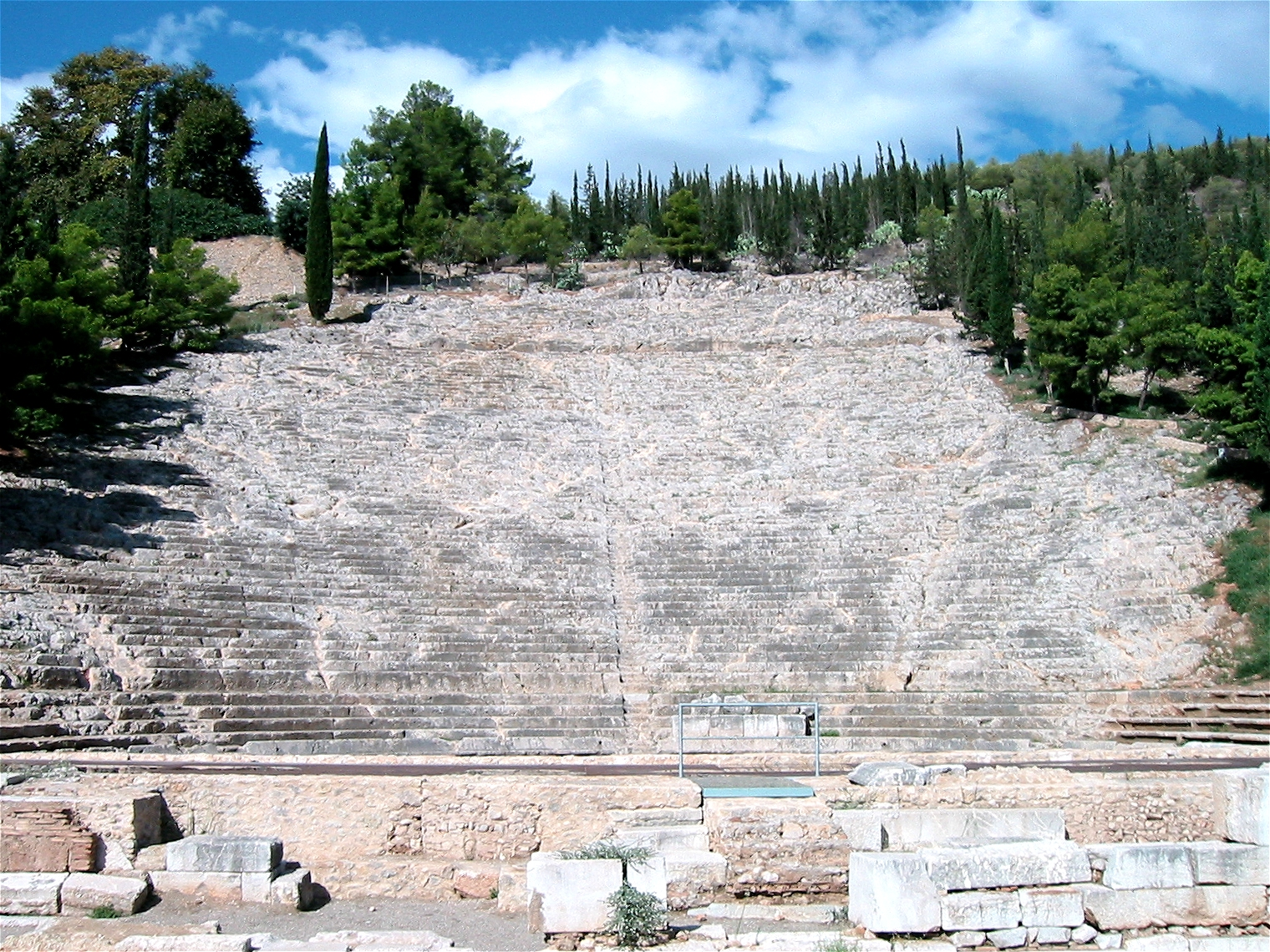
Argo, Teatro antico

Edificata durante l'età del bronzo fu probabilmente rifondata nel 1000 a.C. e come gli altri centri dell'Argolide fu abitata dagli Ioni, poi scacciati dai Pelasgi, che a loro volta furono sostituiti dai Pelopidi (Achei), la stirpe di Agamennone, re di Micene. Quindi, nel X secolo a.C. i Dori giunsero nella regione e si mescolarono alle genti che si erano qui stabilite, sviluppando un dialetto dorico. 

#### Egemonia argiva e rivalità con Sparta
La città fu nella Grecia antica la seconda città del Peloponneso ed "una delle più importanti terze forze nel quadro internazionale greco".
Dell'Argo dell'epoca micenea resta ben poca vestigia. La città, insieme a Micene e Tirinto, doveva far parte dell'organizzazione difensiva palaziale micenea, che si è persa nei secoli successivi.
Dopo i secoli bui, caratterizzati dalla decadenza dei palazzi micenei e da un brusco calo della popolazione del Peloponneso, Argo si riformerà per sinecismo di alcuni piccoli centri situati ai piedi delle due colline espandendosi poi fino a raggiungere la massima estensione nell'VIII secolo a.C. Inizialmente era una poleis monarchica, per poi diventare aristocratica e poi oligarchica.

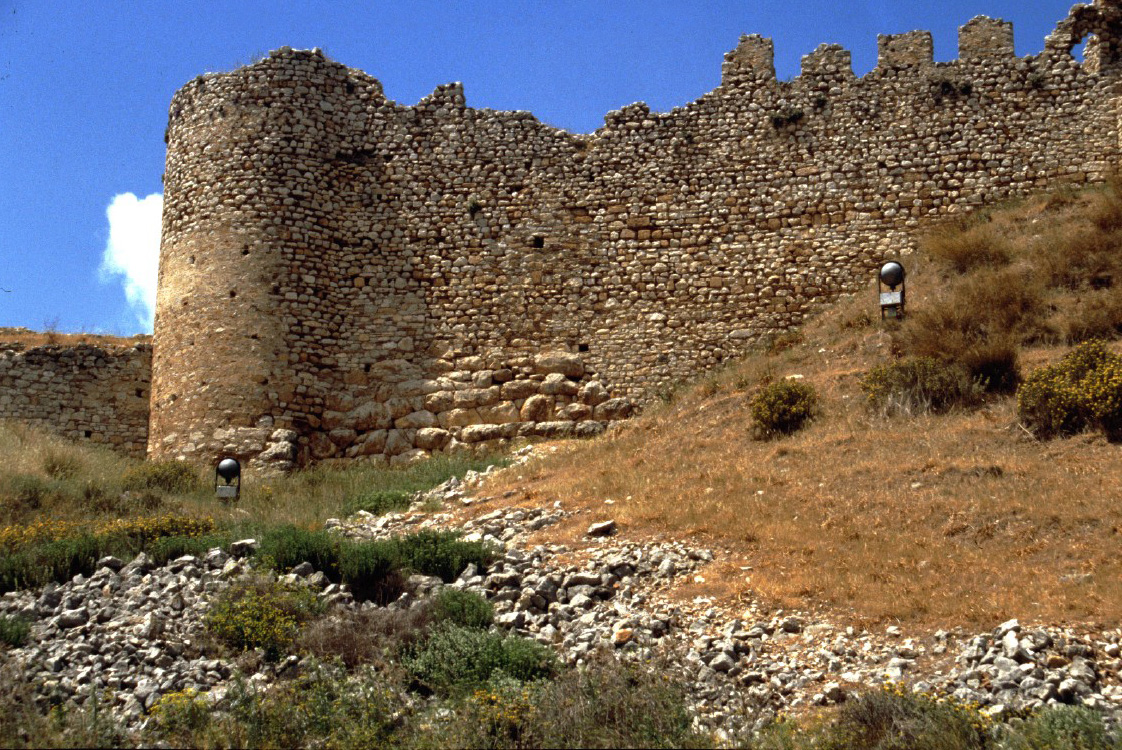
Il castello medievale di Larissa presso l'altopiano di Argo

Personaggio fra mito e storia di questo periodo fu il tiranno o re Fidone. Sotto la sua guida, fra l'VIII ed il VI secolo a.C. Argo raggiunse l'apice della sua potenza arrivando a controllare la maggior parte del Peloponneso, a dirigere i giochi Olimpici strappando Olimpia dal controllo degli Elei e consegnandola ai suoi alleati Pisiati, ad imporre un diverso sistema di misure (più piccole di quelle ateniesi e dette appunto fidoniane) ed infine a possedere l'esercito più potente grazie alla introduzione della falange oplitica. La supremazia militare di Argo nel Peloponneso e su Sparta si mantenne fino al 600 a.C.
L'espansione si consolidò con la schiacciante vittoria ad Isie nel 669 a.C. contro Sparta, dopo tale scontro le due città furono eterne nemiche.
Estendendo il suo dominio sull'Argolide e su parte del Peloponneso, in questo periodo espanse la sua influenza alle oramai decadute città micenee di Tirinto e Micene, occupando Nauplia e il suo porto, espandendosi ad ovest verso l'Arcadia e a sud lungo il fiume Parnone riducendo gli occupati, definiti orneati in una condizione di semilibertà simile a quella dei perieci spartani.
Non dobbiamo infatti dimenticare che la stirpe argiva era dorica, come gli Spartani, e quindi con una impostazione politica simile. Ciò che è interessante nella storia di questa città è l'evoluzione originale che ebbero le sue forme di governo, sulla spinta delle ricorrenti crisi demografiche, causate dallo stato di guerra continua, ben descritto da Isocrate:
(Isocrate)

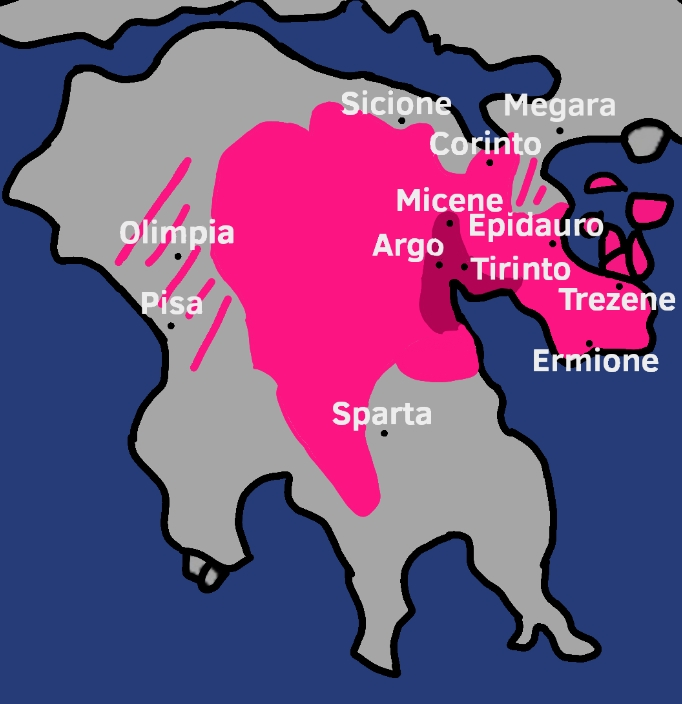
Massima estensione di Argo nel Peloponneso.

Anche la città di Corinto e l'isola di Egina subirono per un certo periodo la supremazia argiva.

### La decadenza
Dopo il periodo fidoniano Argo comincia gradatamente a perdere il proprio predominio. A Nord, nelle città di Sicione e Corinto si affermarono due dinastie di tiranni, gli Ortagoridi di Sicione e i Cipselidi di Corinto, fortemente ostili ad Argo che contrastarono non solo il dominio politico e commerciale argivo ma anche quello culturale (il tiranno ortagoride Clistene, ca.600 a.C. - 570 a.C., vieterà la lettura dell'Iliade perché esaltava troppo le glorie degli eroi argivi).

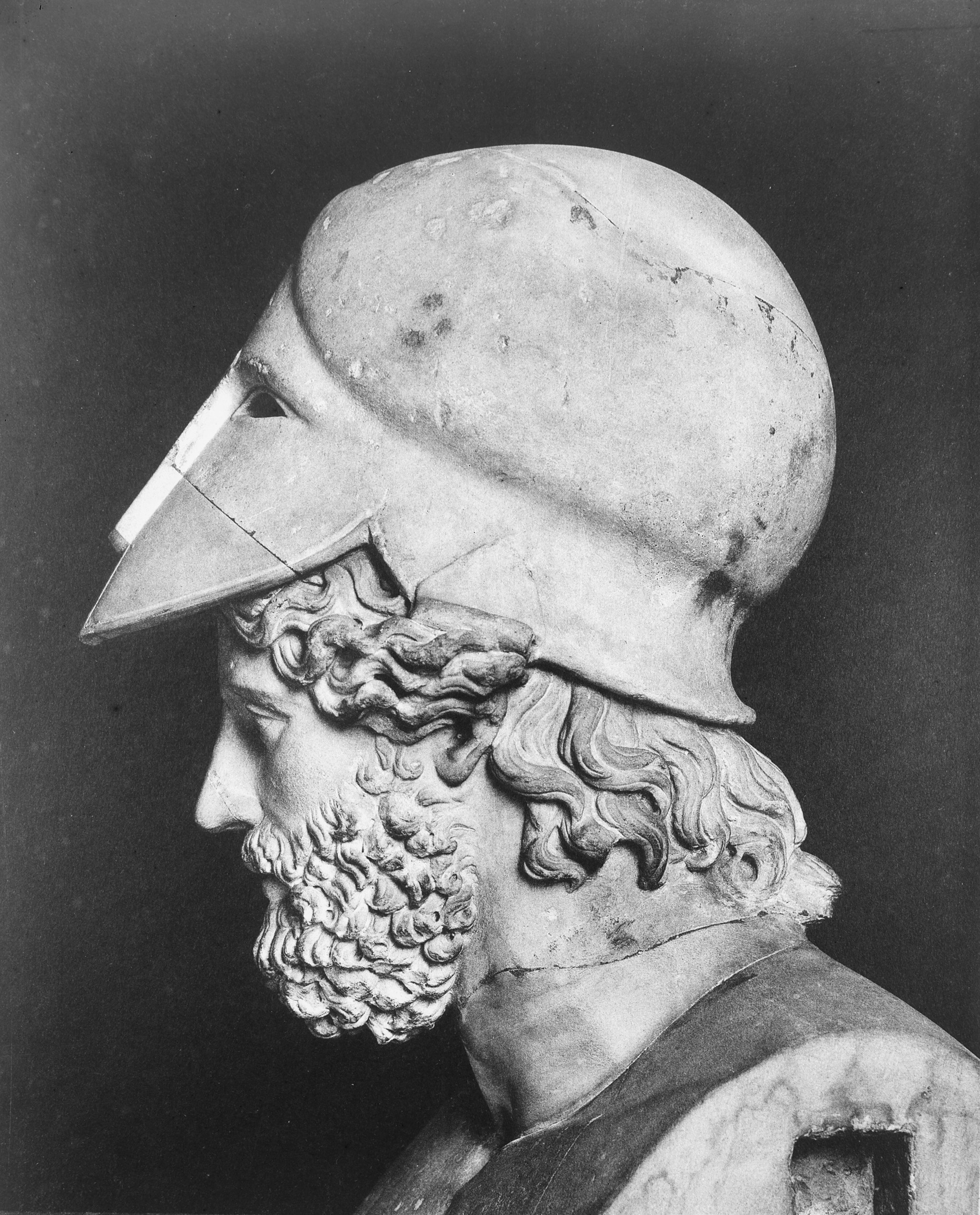
Busto di Temistocle, lo stratega ateniese che risiedette ad Argo nel 474 a.C., contribuendo alla democratizzazione della cittadina

Argo così, con l'andare del tempo, vide diminuire la sua area di influenza su territori via via più importanti strategicamente, come le città di Epidauro, Trezene ed Ermione e successivamente l'isola di Egina. Trovandosi in tale difficoltà nel Peloponneso, Argo dovette cercare alleanze al di fuori di questa regione. Gli argivi perciò cominciarono ad interessarsi alle vicende ateniesi ed infatti un contingente di mercenari argivi aiutarono Pisistrato a divenire tiranno di Atene nel 549 a.C..
In particolare fu l'intervento di Sparta a ridimensionare definitivamente la potenza argiva fino ad impedirle il controllo della stessa pianura circostante. Sparta infatti strappò la città di Tirea al dominio argivo nel 545 a.C. durante la cosiddetta battaglia dei campioni che vide gli spartani vittoriosi, se pur con notevoli perdite. In seguito a questa battaglia numerose poleis più piccole si posero sotto la tutela spartana.
Dopo aver vinto i Corinzi che assediavano l'alleata Megara, Argo subì altre gravi sconfitte ad opera degli spartani durante il regno dei potenti re spartani Agiade e Cleomene I. La prima nel 510 a.C. quando Argo fu salvata dalle donne che scesero in armi a difendere la città sotto il comando della poetessa Telesilla. La seconda e più grave nel 494 a.C., con la battaglia di Sepeia, nei pressi di Tirinto (gli spartani ebbero qui l'appoggio della flotta di Sicione ed Egina), nella quale le perdite argive furono così gravi da provocare una tale crisi demografica che la città dovette essere governata per un lungo periodo dagli orneati (perieci) dando origine a quel complesso ed instabile equilibrio politico che caratterizzerà tutta la successiva storia di Argo.
Erodoto e Pausania forniscono indicazioni sulla situazione politica interna di Argo durante queste vicende: a Fidone succedette il figlio Leocede che fu accusato di debolezza e considerato responsabile delle sconfitte subite e dovette dimettersi, stessa sorte subì suo figlio Melta la cui scacciata sancì la fine della monarchia ereditaria ad Argo.
Il potere politico venne controllato dall'Assemblea, dalla Boulè (un'assemblea ristretta riservata ai più anziani) ed a varie magistrature come quella dei Damiurghi. Rimarrà ancora la figura del re ma sarà elettiva e con poteri molto limitati (sacerdotali e militari, probabilmente presiedeva la Boulè).
La sconfitta di Sepeia (Sepia) con la successiva strage di opliti avversari operata del re spartano Cleomene I causerà una gravissima crisi demografica in Argo (Erodoto parla di 6000 caduti). Dell'antica aristocrazia dorica restavano solo vecchi, donne e bambini, fu necessario coinvolgere nell'amministrazione della città i perieci. Non vi fu un vero e proprio mutamento istituzionale ma molte persone nuove entrarono nelle strutture di potere della polis. L'antica aristocrazia dovette accettare questo mutamento, conservando il controllo della Boulè, in attesa che i bambini crescessero ed una nuova generazione di nobili fosse disponibile. Argo comunque non venne distrutta (e di questo gli spartani accusarono Cleomene I), non dovette entrare nella lega del Peloponneso e poté mantenere l'indipendenza.

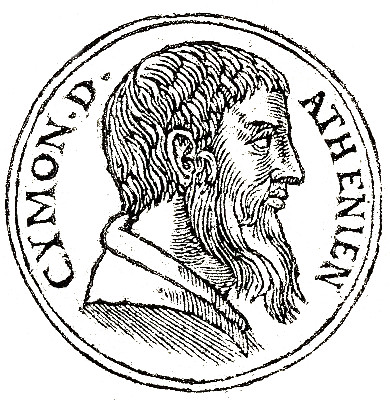
Ritratto di Cimone

La complicata situazione politico sociale creatasi ad Argo durante questo periodo è dimostrata anche dal comportamento ambiguo che la città ebbe durante la guerra fra Egina ed Atene nel periodo fra la prima e la seconda guerra persiana (dove Argo rimase neutrale). Argo negò l'appoggio agli Egineti in quanto questi avevano partecipato alla battaglia di Sepia come alleati degli Spartani, ma poi inviò un contingente di mille volontari al comando di Euribate, un campione olimpico del pentathlon antico.
Quando nel 480 a.C., dopo il consiglio dell'istmo, alla vigilia dello scoppio della seconda guerra persiana, ambasciatori dei greci confederati contro la Persia vennero a chiedere l'aiuto di Argo, la Boulè argiva chiese una pace trentennale con Sparta ed il comando di almeno la metà dell'esercito per partecipare all'impresa (si voleva guadagnare tempo per permettere alla nuova generazione argiva di divenire adulta). Era una richiesta non accoglibile che nascondeva anche l'incapacità della poleis a radunare un esercito efficace in quel periodo.
Il mutamento sociale ad Argo è ulteriormente testimoniato dall'introduzione di una nuova tribù nella suddivisione del corpo cittadino: alle tre classiche doriche dei Dimani, degli Illei e dei Panfili viene aggiunta quella degli Irnati che comprendeva la maggior parte dei nuovi venuti. Le tribù erano suddivise in dodici fratrie. Ogni fratria eleggeva un magistrato (consiglio dei dodici) con funzioni probabilmente finanziarie (magistratura interna alle tribù). Ciascuna tribù eleggeva un magistrato con funzioni sacerdotali: gli ieromnemoni.
Dal 474 a.C. al 470 a.C. sarà ad Argo l'ateniese Temistocle che, ostracizzato da Atene per le sue idee antispartane, tenterà da qui di organizzare una lega antispartana. La presenza del grande stratega e politico ateniese probabilmente favorì ulteriormente il processo di democratizzazione della città.
Il mutamento della politica estera ateniese sotto il dominio di Cimone, con il concetto delle due sfere di influenza e la fine della ostilità verso Sparta, lascerà sconcertati gli argivi che infatti non parteciparono alla battaglia di Dipea a fianco degli Arcadi contro gli Spartani. Ciò favorì una ripresa del partito oligarchico nel 468 a.C. quando i figli degli aristocratici giunti alla maggiore età ripresero il controllo della città scacciando gran parte dei nuovi venuti che si rifugiarono a Tirinto conquistandola. Per un qualche tempo fra le due città regnò la pace ma poi gli esuli tentarono di riconquistare Argo (Erodoto racconta che furono in questo consigliati da un certo Cleandro proveniente dall'Arcadia) e furono definitivamente sconfitti. Nel 464 a.C. Argo non approfittò della debolezza spartana causata da un forte terremoto e non scese in guerra a fianco dei Messeni probabilmente a causa degli accennati problemi interni. Ma il processo di democratizzazione era ormai avviato perché i giovani aristocratici erano cresciuti in una città diversa dal passato ed avevano ammirazione per la democratica, Atene, nemica di Sparta ed anche perché stava crescendo una nuova generazione di meticci fra i vecchi e nuovi cittadini. Il potere dell'assemblea (che raccoglieva tutti i cittadini adulti) continuò a crescere e le nuove magistrature (come gli artini) ridussero ulteriormente il potere regio fino alla sua scomparsa.

### L'alleanza con Atene

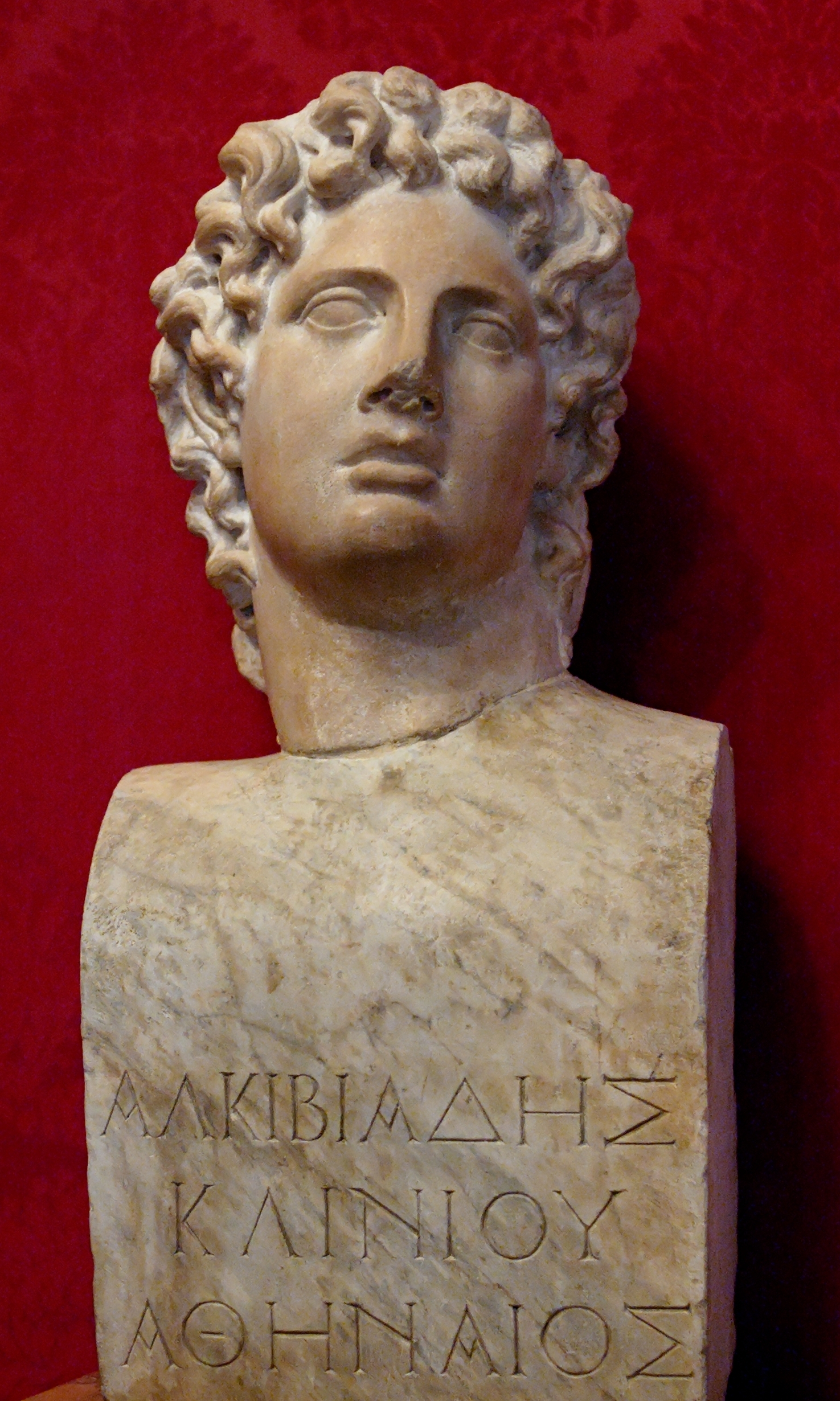
Busto di Alcibiade, che si recò ad Argo durante la guerra del Peloponneso per deportare alcuni prigionieri di guerra.

Con la caduta del partito filospartano ad Atene e l'ostracismo di Cimone a favore di Efialte e Pericle si avrà un riavvicinamento fra Atene ed Argo con la firma di un nuovo trattato di alleanza ed una ripresa del partito democratico argivo (462 a.C.). Le aspettative sia di Atene che di Argo su questa nuova alleanza erano notevoli ma i risultati non furono quelli sperati perché Argo non riuscì mai a mettere in seria crisi la supremazia militare spartana nel Peloponneso, anzi, negli anni successivi, l'ostilità sia di Argo che di Atene sembrano spostarsi più su Corinto che non Sparta e questa fu la causa della cosiddetta prima guerra del Peloponneso.
Durante la seconda guerra sacra Argo sarà fedele alleata di Atene, subendo anch'essa la sconfitta di Tanagra in Beozia per il tradimento della cavalleria tessala (i caduti argivi vennero seppelliti ad Atene) e contribuendo alla successiva vittoria Ateniese sui Beoti a Enofita sconfiggendo i rinforzi spartani a Enoe, sulla importante via diretta da Argo a Mantinea.
Dal 451 al 421 a.C. Argo mantenne una politica estera ambigua. Nel 446 a.C. firmerà insieme ad Atene il trattato di pace trentennale con Sparta e rimarrà neutrale durante la prima fase della guerra del Peloponneso. È da notare però che, per la strategia militare adottata da Pericle in questa fase (solo difendersi a terra ed attaccare per mare), un contributo argivo alla guerra non era necessario e poi gli argivi erano legati ancora al trattato di pace trentennale con Sparta che gli ateniesi avevano infranto. Tucidide però annota la presenza dell'argivo Pollide (se pur in qualità di privato) fra i membri della missione diplomatica inviata dai peloponnesiaci al gran re di Persia (per chiederne l'appoggio contro Atene) e che fu intercettata in Tracia nel 430 a.C. Tutti questi fatti ed anche la presenza come privato di Pollide nella missione diplomatica verso la Persia sembrano indicare uno stato di instabilità politica e dissidi in Argo almeno fino al 421 a.C.

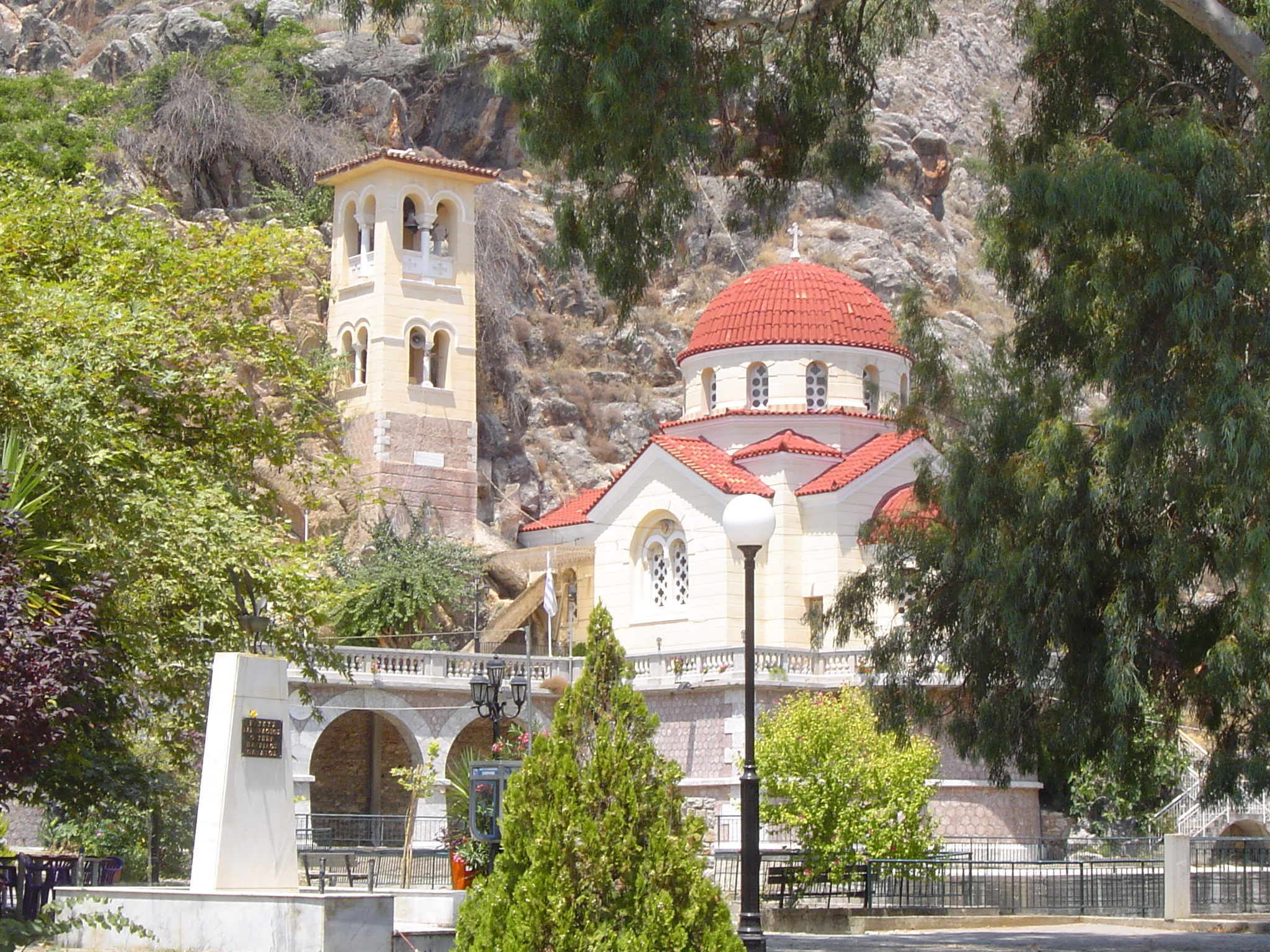
La chiesa turca di Zoodochos Pigi presso il centro nuovo di Argo

Nel 421 a.C., allo scadere del trattato trentennale con Sparta, Argo rifiutò di rinnovare il trattato adducendo come scusa la mancata restituzione del territorio della Cinuria che gli Spartani avevano assegnato agli esuli di Egina nel 431 a.C. e che gli Argivi reclamavano come loro. La potenza spartana si trovava infatti in difficoltà per i mancati successi nella guerra del Peloponneso ed Argo intendeva approfittarne. Sparta tentò di isolare internazionalmente Argo stringendo un vero patto di alleanza cinquantennale con Atene, ma il malumore di Corinto e di altri alleati di Sparta verso la cessazione delle ostilità contro Atene diede ad Argo nuove possibilità.
Gli ambasciatori di Corinto proposero un'alleanza con Argo incitandola a divenire la città guida del Peloponneso al posto di Sparta. All'alleanza aderirono Mantinea, gli Elei, ma non i Beoti. Al rifiuto di adesione alla nuova lega anche di Tegea, Corinto abbandonò Argo e tornò all'alleanza con Sparta. Nel frattempo però i rapporti fra Sparta ed Atene erano tornati a peggiorare ed il partito della guerra in Atene, ora diretto da Alcibiade, spingeva per la rottura del patto con gli Spartani e per un nuovo trattato con Argo. Fu così che Atene aderì alla lega degli Argivi.
Il primo scontro importante fra l'esercito della nuova lega argiva e quello della lega del Peloponneso avvenne nei pressi di Tegea nel 418 a.C. e si risolse in una sconfitta argiva non grave tanto dal punto di vista militare quanto dal punto di vista politico. In Argo infatti prese il potere un governo oligarchico filospartano che trattò prima una tregua e poi una vera e propria alleanza con Sparta ed intimò agli ex alleati Ateniesi di rientrare in Attica. Anche Mantinea fu costretta a sottoscrivere l'alleanza con Sparta. Nell'anno successivo i democratici filoateniesi riprendono il potere approfittando del periodo delle Gimnopedie (feste sacre spartane durante le quali l'esercito non combatteva). Con l'aiuto di maestranze ateniesi gli Argivi tentano anche di prolungare le mura fino al porto onde permettere i rifornimenti via mare anche in caso di assedio, ma l'intervento militare spartano, al comando del re Agide II, seppur tardivo, riesce ad impedire il progetto. L'estate successiva lo stratega Alcibiade con una flotta ateniese sbarca in città per deportare gli ultimi partigiani del partito filospartano. Termina così anche queste ennesima guerra civile in Argo con il ritorno della città nell'alleanza con Atene.
Nel 415 a.C. un contingente di opliti scelti di Argo parteciperà alla disastrosa spedizione ateniese in Sicilia. Saranno proprio questi opliti ad ottenere la prima vittoria sulle truppe siracusane. Molti Argivi perderanno poi la vita in Sicilia prigionieri dei Siracusani nelle cave di pietra. Sempre un nutrito contingente di Argivi sarà poi a fianco degli Ateniesi nel fallito assedio di Mileto che nel 412 a.C. si era alleata con Sparta.

### La fine dellapoleis
Con la conclusione della guerra del Peloponneso, Argo entrò in un periodo di crisi, infatti per quanto ancora una città rilevante, era indebolita dal suo governo ambiguo e spesso inconsistente. Giocò un ruolo minore nella guerra di Corinto dove si alleò temporaneamente con la città, ma la cosa durò poco, in seguito appoggiò la lega arcadica. Durante l'ascesa del regno di Macedonia la città rimase neutrale, pur essendo simpatizzante con Filippo II, che dopo aver sottomesso la Grecia premiò Argo rendendola una città forte all'interno della lega di Corinto, questo grazie alla forte rivalità che la città aveva con Sparta e il fatto che la sua dinastia, la Argeade, si originava da lì.
In seguito la città simpatizzò con Cassandro, mentre era effettivamente sotto il controllo di Poliperconte; a governare la città con carica di strategos fu un certo Apollonide il quale attaccò l'Arcadia e in seguito, saputo che gli argivi lo avevano tradito e si erano allineati con Poliperconte, commise una strage in città, la quale comunque poi fu presa da Demetrio Poliorcete che la rese per un po' di tempo subordinata a Sparta e Trezene.
Durante l'incursione epirota in Peloponneso del 272 a.C. le forze si scontrarono ad Argo contro una coalizione tra Argo, Sparta e Antigono Gonata, in cui Pirro morì venendo decapitato dopo essere rimasto precedentemente paralizzato.

### Età moderna
Entrata nella provincia romana d'Acaia, visse un periodo di relativa fioritura come le altre città greche, ma fu poi saccheggiata dalle tribù germaniche durante la crisi del III secolo, prima che venissero respinti dal generale Stilicone.
Passata poi al thema di Hellas e poi Peloponnesos bizantino, con la Quarta Crociata nacque la Signoria di Argo e Nauplia, dipendente dal principato d'Acaia e governato dai de la Roche, che avevano podestà anche sul Ducato d'Atene, nel 1388 fu venduta alla Serenissima repubblica, che dovette contendersela con il despotato di Morea dell'impero bizantino rifondato.
Nel 1397 gli ottomani assediarono e devastarono la città, ma dovettero ancora battersi con i veneziani i quali, nelle guerre turco-veneziane, ripopolarono Argo spedendo numerosi albanesi come stradioti, ovvero mercenari. Sotto il dominio ottomano la città perse il suo valore, i turchi la riorganizzarono in 4 quartieri, i mahallah: Rûm (il quartiere greco), Liepur (il quartiere albanese), Bekir Efenti e Karamoutza Besikler, quartiere turco e centro commerciale della città, che divenne importante e il punto più forte della città.
Durante la guerra d'indipendenza greca, Argo fu tra le città del Peloponneso che si ribellarono e fecero parte del governo provvisorio, nato ad Argo, fu poi unita nel regno di Grecia come municipio, nella periferia del Peloponneso, unità periferica di Argolide, provincia di Argo-Micene (che sostituì la provincia d'Argolide nel 2006); la città attraversò un periodo di rapida modernizzazione e per un periodo fu considerata come potenziale nuova capitale greca (già la vicina Nauplia lo era ad interim) ma fu rimpiazzata da Atene.
Oggi è una città sparsa di circa 20.000 abitanti, circondata dalle antiche rovine che sono una ambita meta turistica.